# Steve Martini
Steve Martini (San Francisco, 28 februari 1946) is een Amerikaans auteur van voornamelijk legal thrillers.

## Biografie
Martini werd geboren in San Francisco en groeide op in de agglomeraties San Francisco Bay Area en Southern California. Voordat hij zich volledig wijdde tot het schrijverschap werkte hij eerst als rechtbankjournalist en vervolgens als advocaat. Martini heeft gestudeerd aan de Universiteit van Californië - Santa Cruz en de rechtenschool van de University of the Pacific.

## Filmografie
Enkele romans van Steve Martini zijn verfilmd:
- Valse getuigenis is in 1996 verfilmd als Undue Influence met in de hoofdrollen Brian Dennehy en Patricia Richardson
- De rechter is in 2001 verfilmd als The Judge met in de hoofdrol Chris Noth